# Ренель, Антуан де Клермон
Антуан де Клермон, сеньор д’Амбуаз, маркиз де Ренель (фр. Antoine de Clermont, sieur d’Amboise, marquis de Renel; 1535 — 24 августа 1572, Париж) — видный протестантский полководец эпохи Религиозных войн во Франции.

## Семья
Принадлежал к древнему и знатному графскому роду  Клермонов.
Отец: Рене де Клермон, сеньор де Сент-Жорж

Мать: Франсуаза д’Амбуаз, маркиза де Ренель
- Жена(1): Жанна де Лонгжю, дама д’Иверни
  - Сын: Луи де Клермон, сеньор д'Амбуаз, маркиз де Ренель, губернатор Шомон-ан-Бассини (? - 3 ноября 1615 года)
- Жена(2):  Анна Маргарита де Савой-Тенде(?-1593 )
  - Луиза
  - Марта
  - Жак (ум. 1621 - при осаде Монтобана)
  - Франсуаза

От другого брака матери имел брата, от которого и унаследовал маркизат Ренель:
Антуан де Круа, граф де Порсьен (с 1561- принц де Порсьен), маркиз де Ренель (1541-1567)
- Жена: Екатерина Клевская

## Религиозные войны
Участвовал в битвах при Дрё (1562), Сен-Дени (1567), Жарнаке (1569), Ла Рош-л’Абейле (1569), Монконтуре (1569), Арне-ле-Дюке (1570).
Погиб во время Варфоломеевской ночи. Некоторые источники упоминают, что Ренель был убит своим родственником — Луи де Клермоном, с отцом которого (своим двоюродным братом) вёл тяжбу за маркизат Ренель.